# ガニ
『ガニ』は1994年12月7日発売された、とんねるず22枚目のシングル。

## 概要
フジテレビ系「とんねるずのみなさんのおかげです」オープニングテーマ。カップリング曲「テレビ～時々の神よ～」は同番組のエンディングテーマ。

## 収録曲
作詞：秋元康／作曲・編曲：後藤次利
1. ガニ
2. テレビ～時々の神よ～
3. ガニ（オリジナル・カラオケ）

## カバー
ガニ
- 狩野勇気夫 & 石原慎一 - 日本コロムビア版カバー音源。1995年3月21日発売『こどものうた ガニ』（規格品番：COCC-12441）などに収録。